# Ursula Karusseit
Ursula Karusseit (Elbing, Alemanya, ara Elbląg, Polònia, 2 d'agost de 1939 – Berlín, 1 de febrer de 2019) va ser una actriu alemanya.

## Vida i carrera
Després de l'expulsió de la seva ciutat natal, Karusseit va créixer a Parchim i Gera. Després de fer un aprenentatge comercial, va treballar com a taquígrafa i dependenta i també va participar en el grup de cabaret amateur de la seva empresa. Va completar la seva formació d'interpretació de 1960 a 1962 a l'Escola Estatal de Teatre de Berlín-Schöneweide.
Després de debutar a la televisió a Was ihr wollt (una adaptació de Nit de reis, de Shakespeare) el 1963, Karrusseit va actuar durant molts anys a la Volksbühne, i també al Deutsches Theater, al Maxim Gorki Theatre o el Schillertheater, de Berlín, o el Theatre de Bremen, on interpretà obres de Ievgueni Schwartz, William Shakespeare, Bertolt Brecht, Jean Racine, Tirso de Molina o Peter Hacks, i es va convertir en una de les actrius escèniques més destacades de l'Alemanya de l'Est.
El 1984 també va debutar com a directora de teatre amb Der Held der westlichen Welt, de John Millington Synge. A partir de 1986 va treballar durant tres anys com la Mare Coratge, a Colònia, en l'obra homònima.
A més de la seva carrera escènica, Karusseit també va aparèixer en més de 50 pel·lícules i moltes produccions de televisió. El seu paper de Gertrud Habersaat a la minisèrie de televisió Wege übers Land, de Helmut Sakowski, el 1968, la va convertir en un nom conegut també a l'Alemanya Occidental. El 1971 va interpretar la lluitadora de la resistència alemanya Hilde Coppi a KLK an PTX - Die Rote Kapelle (1971), de Horst E. Brandt.
Després de la reunificació alemanya, Karusseit va aparèixer al llarg de vint anys i fins a la seva mort en el paper de Charlotte Gauß a la sèrie hospitalària alemanya In aller Freundschaft.
Ocasionalment va ensenyar a la Universitat de Cinema i Televisió Konrad Wolf de Potsdam-Babelsberg.
Karusseit es va casar amb Benno Besson el 1969 i va tenir la ciutadania suïssa gràcies al seu matrimoni. Va morir de problemes cardíacs als 79 anys, al 2019.

## Filmografia
| Any  | Títol                              | Paper                 |
| ---- | ---------------------------------- | --------------------- |
| 1971 | KLK an PTX – Die Rote Kapelle      | Hilde Coppi           |
| 1974 | Der nackte Mann auf dem Sportplatz | Gisi Kemmel           |
| 1980 | Levins Mühle                       | Senyora Rosinke       |
| 1981 | Die Stunde der Töchter             | Ruth                  |
| 1983 | Olle Henry                         | Rothaarige Dame Lola  |
| 1983 | Der entführte Prinz                | Riesin                |
| 1984 | Film-Salabim                       |                       |
| 1984 | Die vertauschte Königin            | Königin und Schmiedin |
| 1985 | Die Gänse von Bützow               | Witwe Hornborstel     |
| 1993 | Wer zweimal lügt                   | Mrs. Mertens          |
| 1993 | Die Wildnis                        |                       |
| 1999 | Nightshapes                        | Senyora Gerhardt      |
| 1999 | Waschen, schneiden, legen          | Mutter Schatz         |
| 2006 | Atomised                           | Àvia                  |
| 2008 | Where the Grass is Greener         | Mare d'Eva            |
| 2013 | König von Deutschland              | Karin Müller          |

| Any       | Títol                  | Rol               | Notes                          |
| --------- | ---------------------- | ----------------- | ------------------------------ |
| 1968      | Camins per tot el país | Gertrud Habersaat | 5 episodis                     |
| 1998-2019 | In aller Freundschaft  | Charlotte Gauß    | 728 episodis, (aparició final) |

## Premis
- 1968: Premi Nacional de la República Democràtica Alemanya
- 2009: Goldene Henne (premi dels mitjans alemanys) per la seva trajectòria